# Infusorio

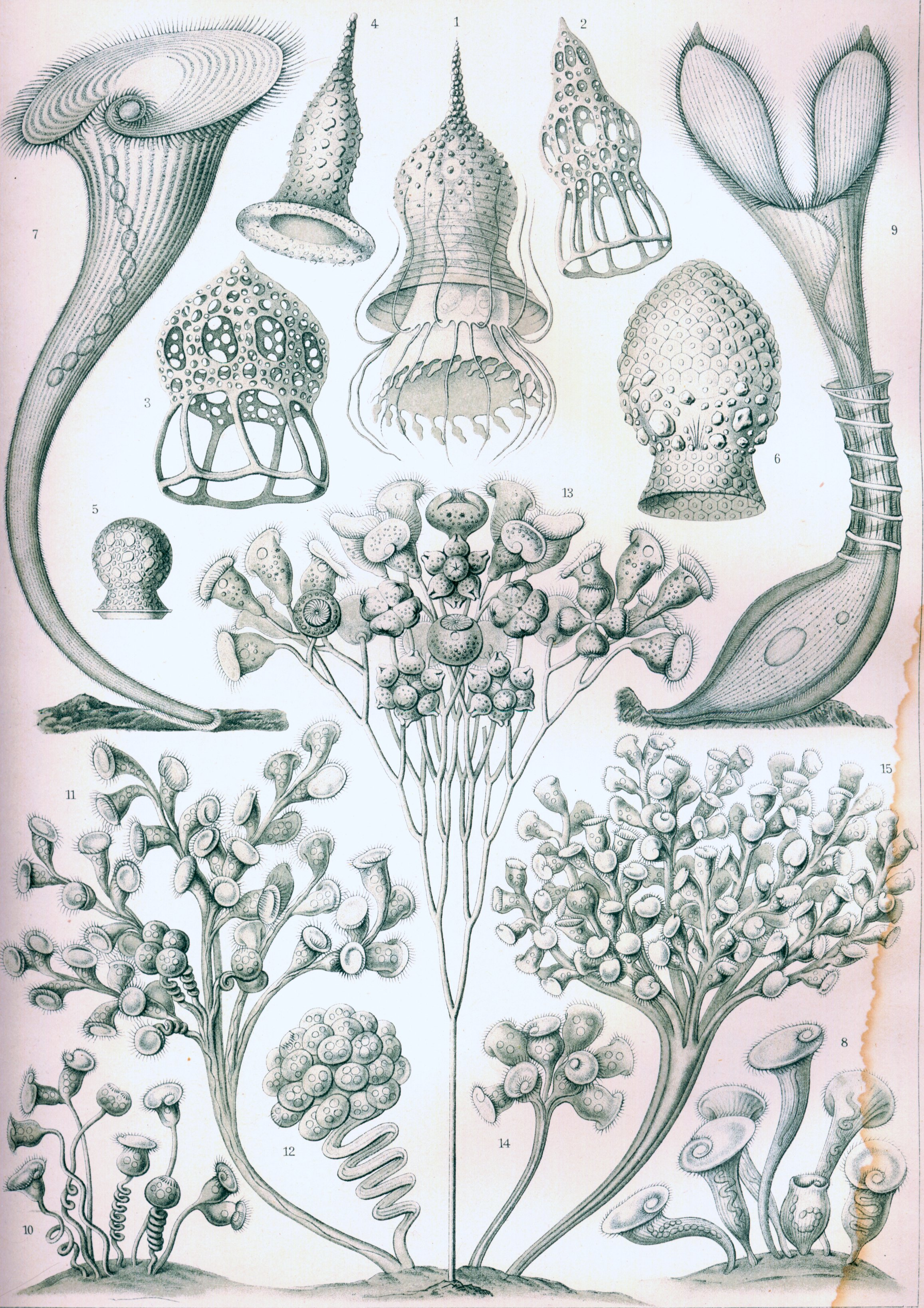
Ciliados dibujados por Ernst Haeckel (1904).

Tradicionalmente, se conocía como infusorios a aquellas células o microorganismos que tienen cilios u otras estructuras de motilidad para su locomoción en un medio líquido. Los primeros organismos de estas características observados (en la segunda mitad del siglo XVII) por Leeuwenhoek se obtuvieron de infusiones de heno, de ahí el nombre de infusorios.
Conforme se ha ido avanzando en el conocimiento de los microorganismos y se han ido asignando estos a los diferentes taxones, el término infusorio ha ido quedando en desuso en el ámbito de la biología. Por ello su encuadre taxonómico es difícil, si bien la mayoría se incluyen actualmente el reino Protista. El término infusorio no tiene carácter taxonómico (no es un taxón), es decir, no incluye a un tipo determinado y único de seres vivos sino que se aplica a una gran cantidad de seres vivos muy diferentes.
Históricamente, ha agrupado a diversos microorganismos acuáticos como ciliados, flagelados y microalgas, dependiendo de los autores. Para otros como Bütschli (1880-1889) y Calkins (1926) es sinónimo de Ciliophora y se clasifica en dos grupos:
- Protozoa
  - Infusoria Ledermuller, 1763
    - Ciliata
    - Suctoria